# Oncaea atlantica
Oncaea atlantica är en kräftdjursart som beskrevs av Shmeleva 1967. Oncaea atlantica ingår i släktet Oncaea och familjen Oncaeidae. Inga underarter finns listade i Catalogue of Life.